# Association Sportive de Cannes
L'Association Sportive de Cannes (AFI: [asɔsjɑsjɔ̃ spɔʁtiv də kan]), meglio noto come AS Cannes o semplicemente Cannes, è una società calcistica francese con sede nella città di Cannes. Milita nella Championnat National 2, quarta serie del campionato francese di calcio.
Fondata nel 1902, nel 1930 il club figurava fra i fondatori della Division 1. Durante quei anni il club ha vissuto il suo periodo di maggior successo, vincendo la Coppa di Francia 1931-1932.
Nel corso degli anni diversi campioni hanno vestito la maglia dei biancorossi, come Zinedine Zidane, Patrick Vieira, Johan Micoud, Gaël Clichy, Sébastien Frey e Jonathan Zebina.

## Storia

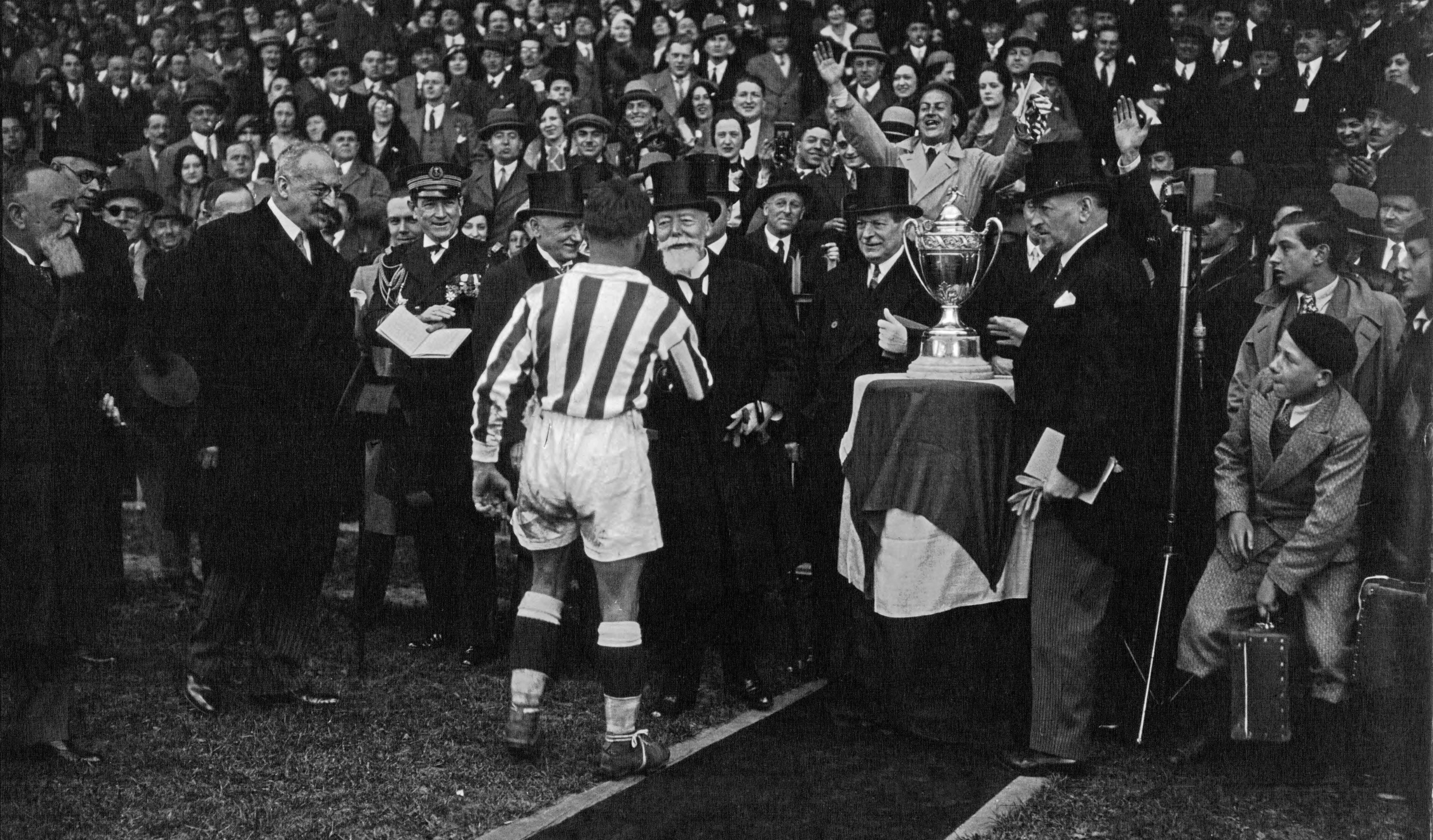
L'allora capitano del Cannes, Paul Doumer, si prepara a sollevare il titolo di Coppa di Francia vinto durante la stagione 1931-1932.

Vincitrice della Coppa di Francia nel 1932, l'AS Cannes aderisce in quello stesso anno al campionato professionistico di Francia. Dopo molte stagioni in seconda divisione, il club gode di un breve periodo di massimo splendore all'inizio degli anni 1990 qualificandosi due volte per la Coppa UEFA, grazie al contributo di giovani talenti generazionali usciti dal proprio centro di formazione, come Zinédine Zidane e Patrick Vieira.
Durante il periodo di splendore, il Cannes ottiene il 4º posto della stagione 1990-91 come suo miglior risultato e nelle due apparizioni in Coppa UEFA ottiene due eliminazioni ai sedicesimi.
Dopo la stagione 1993-1994, conclusa con la seconda qualificazione alla Coppa UEFA grazie al 6º posto finale, per il Cannes inizia il declino. Nel 1997-1998 la squadra conclude ultima la Division 1 e retrocede in Division 2, per poi finire relegata nel Championnat National (la terza divisione francese) al termine della stagione 2000-2001. Successivamente il club perde anche il suo status professionistico nel 2004 e deve chiudere il suo centro di formazione nel 2006.
Nel 2009 il club viene acquistato da Said Fakhri, che affida la presidenza al figlio Ziad.
Due anni dopo, il 5 luglio 2011, il DNCG decide di retrocedere il club in Championnat de Football Amateur per motivi finanziari. Nonostante il pieno sostegno della città e un ricorso per essere reintegrato in Championnat National, la decisione viene confermata. Nelle stagioni successive in CFA, il club si classifica rispettivamente al 4º, 2º e 6º posto nel proprio girone, senza mai riuscire a ottenere la promozione, riservata solo ai vincitori dei gironi. Tuttavia, nella stagione 2013-2014, i dragona tornano alla ribalta grazie a un'eccezionale cavalcata in coppa nazionale. Il loro percorso si conclude solo ai quarti di finale contro per mano del Guingamp, dopo aver eliminato squadre prestigiose di Ligue 1, come Saint-Étienne e Montpellier, e il Troyes di Ligue 2.
Nonostante l'ottima prestazione in coppa, nel giugno 2014 la DNCG esclude nuovamente il club dai campionati nazionali a causa di un deficit di 2,2 milioni di euro, costringendolo a ripartire dal settimo livello del calcio francese, la Régional 2 della Ligue Méditerranée.
Il successivo 10 luglio 2014, pochi giorni prima della pubblicazione dei gironi di CFA, il presidente del club e il sindaco di Cannes, David Lisnard, lanciano un appello alle vecchie glorie del club, tra cui Zinedine Zidane, Patrick Vieira, Johan Micoud, Arsène Wenger e Didier Roustan, nel tentativo di colmare il deficit ed evitare un'ulteriore retrocessione amministrativa.
Tuttavia, il 22 luglio 2014, il tribunale amministrativo di Nizza respinge il ricorso del club, costretto a iscriversi in Régional 2 per la stagione 2014-2015. Lo stesso giorno, il tribunale commerciale di Cannes dichiara la liquidazione giudiziaria del club.
Ricostruito con una formazione composta soltanto da calciatori cresciuti nel club, il Cannes ottiene subito la promozione in Régional 1.
L'anno successivo con Mickaël Madar alla guida e una rosa rinforzata dall'arrivo dell'attaccante Jean-Jacques Mandrichi, il club disputa un eccellente campionato, tuttavia la stagione viene macchiata da un errore amministrativo: un calciatore della squadra riserve viene schierato irregolarmente in una vittoria per 3-0 contro l'Arzdiv Marsiglia, e facendo perdere il club a tavolino. A causa di questo errore il Grasse supera il Cannes in classifica, negandogli la promozione in Championnat National 3.
Nel 2016, sotto la pressione del comune di Cannes, la dirigenza viene rinnovata: Johan Micoud diventa il nuovo presidente e Bernard Lambourdeprende il ruolo di direttore sportivo.
Nella stessa stagione il club trova la promozione in National 3, dopo aver dominato il proprio campionato.
Nei primi anni in quinta divisione, il club si stabilizza, puntando sulla formazione giovanile e sviluppando la sezione femminile, che nel 2019 raggiunge il terzo livello nazionale.
Dopo due stagioni condizionate dalla pandemia di COVID-19, nel 2021-2022 il Cannes chiude al 2º posto il proprio girone di National 3, sfiorando la promozione e distinguendosi in coppa di Francia, dove elimina i club di seconda divisione del Rodez e Digione, prima di arrendersi ai sedicesimi contro il Tolosa. L'anno successivo, grazie ad una stagione quasi perfetta, il Cannes vince il campionato e, a distanza di nove anni dall'ultima volta, fa ritorno in Championnat National 2.
Il 26 giugno 2023, il gruppo Friedkin acquista ufficialmente il 98% del club, divenendo azionista maggioritario della prima squadra maschile,  con la SAS Cannes Football Pro che ottiene il 2% e la gestione delle formazioni femminili e giovanili.
Alla prima stagione sotto la nuova dirigenza il club raggiunge il 5º posto nel proprio gruppo di National 2. La stagione seguente il club si mette nuovamente in luce in coppa di Francia, accedendo per la prima volta dopo 33 anni alla semifinale di tale competizione, da cui esce sconfitta per 1-2 dallo Stade Reims.

## Allenatori
Di seguito è riportata la lista degli allenatori che si sono succeduti alla guida del club nella sua storia.
- 1932-1934  William Aitken
- 1934-1938  Stanley Hillier
- 1938-1939  Maurice Cottenet
- 194?-194?  Francis Roux
- 1948  Elek Schwartz
- 1948-1949  Dominique Mori
- 1949-1952  Anton Marek
- 1952-1955  Lucien Troupel
- 1955-1961  Sconosciuto
- 1961-1962  Dante Lerda
- 1962-1964  Alberto Muro
- 1964-1966  Louis Mus
- 1966-1968  Maurice Blondel
- 1968-1976  Dante Lerda
- 1976-1981  Robert Domergue
- 1981-1983  Charly Loubet
- 1983-1985  Jean-Marc Guillou
- 1985-1990  Jean Fernandez
- 1990-1992  Boro Primorac
- 1992  Erick Mombaerts
- 1992-1994  Luis Fernández
- 1994-1995  Safet Sušić
- 1995  William Ayache
- 1995-1997  Guy Lacombe
- 1997-1998  Adick Koot
- 1998  Guy Calléja
- 1998-2001  Roland Gransart
- 2001-2002  René Marsiglia
- 2002  Bernard Casoni

 Christian Lopez
- 2002-2003  Robert Buigues
- 2003  Nenad Stojković

 François Tissot
- 2003-2004  René Marsiglia
- 2004-2006  Gérard Bernardet
- 2006-2007  Michel Dussuyer
- 2007  Patrice Carteron
- 2007-2008  Stéphane Paille
- 2008-2009  Patrice Carteron
- 2009-2011  Albert Emon
- 2011  Victor Zvunka

 David Guion
- 2012-2014  Jean-Marc Pilorget
- 2014  Jean-Michel Prieur
- 2014-2015  Manuel Nogueira
- 2015-2016  Mickäel Madar
- 2016-2017  Mickäel Marsiglia
- 2017-2018  Michel Pavon
- 2018-2020  Ludovic Pollet
- 2020-2024  Jean-Noël Cabezas
- 2024  Fabien Puyo
- 2024-  Damien Ott

## Calciatori
Nell'A.S. Cannes hanno cominciato a muovere i primi passi da calciatori Zinédine Zidane e Patrick Vieira. Ludovic Pollet giocò in Coppa UEFA con la società.

## Palmarès

### Competizioni nazionali
- Coppa di Francia: 1

1931-1932
- Championnat National 3: 1

2022-2023 (girone D)

### Competizioni giovanili
- Coppa Gambardella: 2

1955, 1995
- Torneo di Cannes: 3

1957, 1962, 1966
- Championnat National U19: 2

1994-1995, 1995-1996
- Championnat National U17: 1

1992-1993

### Altri piazzamenti
- Campionato francese:

Secondo posto: 1932-1933
- Coppa di Francia:

Semifinalista: 1919-1920, 1930-1931, 1932-1933, 1991-1992, 2024-2025
- Coppa di Lega francese:

Finalista: 1986
Semifinalista: 1995-1996
- Campionato francese di seconda divisione:

Secondo posto: 1992-1993 (girone A)
Terzo posto: 1949-1950, 1964-1965, 1979-1980 (girone B), 1986-1987 (girone B)
- Championnat National 2:

Secondo posto: 2024-2025 (girone A)

## Statistiche e record

### Partecipazione ai campionati e ai tornei internazionali

#### Campionati nazionali
In campionato il club ha raggiunto il suo traguardo più prestigioso nella stagione 1932-1933, quando ha disputato la finale per il titolo nazionale, persa 4-3 contro l'Olympique Lillois. In tempi relativamente più recenti si è classificato quarto nel campionato 1990-1991; insieme ad altre squadre è quella che ha all'attivo il maggior numero di partecipazioni in Division 2.
Dalla stagione 1932-1933 alla 2024-2025 il club ha ottenuto le seguenti partecipazioni ai campionati nazionali:
| Livello | Categoria                                 | Partecipazioni | Debutto   | Ultima stagione | Totale |
| ------- | ----------------------------------------- | -------------- | --------- | --------------- | ------ |
| 1º      | Division Nationale / Division 1 / Ligue 1 | 22             | 1932-1933 | 1997-1998       | 88     |
| 2º      | Division 2 / Ligue 2                      | 41             | 1949-1950 | 2000-2001       | 88     |
| 3º      | Championnat National                      | 10             | 2001-2002 | 2010-2011       | 88     |
| 4º      | CFA/National 2                            | 3              | 2011-2012 | 2024-2025       | 88     |
| 5º      | National 3                                | 6              | 2017-2018 | 2022-2023       | 88     |
| 6º      | Régional 1                                | 2              | 2015-2016 | 2016-2017       | 88     |
| 7º      | Régional 2                                | 1              | 2014-2015 | 2014-2015       | 88     |

#### Tornei internazionali
Il club ha partecipato in due occasioni alla Coppa UEFA, venendo sempre eliminato al secondo turno prima dalla Dinamo Mosca, poi dall'Admira/Wacker.
Alla stagione 2024-2025 ha ottenuto le seguenti partecipazioni ai tornei internazionali:
| Categoria                     | Partecipazioni | Debutto   | Ultima stagione |
| ----------------------------- | -------------- | --------- | --------------- |
| Coppa UEFA/UEFA Europa League | 2              | 1991-1992 | 1994-1995       |
| Coppa Intertoto               | 1              | 1995      | 1995            |

## Organico

### Rosa 2024-2025
| N. |                       | Ruolo | Calciatore               |
| -- | --------------------- | ----- | ------------------------ |
| 1  | Francia (bandiera)    | P     | Maxime Derougemont       |
| 4  | Francia (bandiera)    | D     | Mamadou Kamissoko        |
| 5  | Francia (bandiera)    | D     | Grégoire Pineau          |
| 6  | Francia (bandiera)    | C     | Cédric Gonçalves         |
| 7  | Marocco (bandiera)    | C     | Hamza Hafidi             |
| 8  | Francia (bandiera)    | C     | Théo Trinker             |
| 9  | Francia (bandiera)    | A     | Hugo Chambon             |
| 10 | Francia (bandiera)    | C     | Maxime Blanc             |
| 11 | Francia (bandiera)    | A     | Chafik Abbas             |
| 12 | Francia (bandiera)    | D     | Mathias Fischer          |
| 14 | Capo Verde (bandiera) | A     | Alexis Gonçalves Pereira |

| N. |                         | Ruolo | Calciatore               |
| -- | ----------------------- | ----- | ------------------------ |
| 15 | Senegal (bandiera)      | C     | Cheikh N'Doye (capitano) |
| 17 | Francia (bandiera)      | A     | Mathias Lopes            |
| 19 | Saint-Martin (bandiera) | D     | Jonas Smith              |
| 20 | Francia (bandiera)      | D     | Lorenzo Vinci            |
| 21 | Francia (bandiera)      | C     | Jonathan Mambu           |
| 22 | Francia (bandiera)      | A     | Julien Domingues         |
| 23 | Inghilterra (bandiera)  | A     | Arthur Mai               |
| 25 | Mauritania (bandiera)   | C     | Almike N'Diaye           |
| 27 | Mauritania (bandiera)   | D     | Houssen Abderrahmane     |
| 29 | Benin (bandiera)        | A     | Désiré Segbé             |
| 30 | Italia (bandiera)       | P     | Fabio Vanni              |
| 40 | Francia (bandiera)      | P     | Jérémy Aymes             |